# ウォロディミル・ゼレンスキーのヨーロッパ訪問
ウォロディミル・ゼレンスキーのヨーロッパ訪問(ウォロディミル・ゼレンスキーのヨーロッパほうもん)は、2023年5月にウクライナ大統領ウォロディミル・ゼレンスキーがヨーロッパ諸国を訪問した。5月3日から5日にかけてはフィンランドとオランダ、13日から15日にかけてはイタリア、バチカン、ドイツ、フランス、イギリスを訪問した。
ゼレンスキーはフィンランド大統領サウリ・ニーニストと会談し、国際刑事裁判所を訪問し、所長のピョートル・ホフマンスキとも会談した。

## 背景
2022年2月24日にロシアがウクライナ侵攻を開始して以降、ゼレンスキーは2022年のアメリカ訪問、2023年のイギリス訪問など、いくつかの外遊を行っている。

## 5月3日～5日の訪問

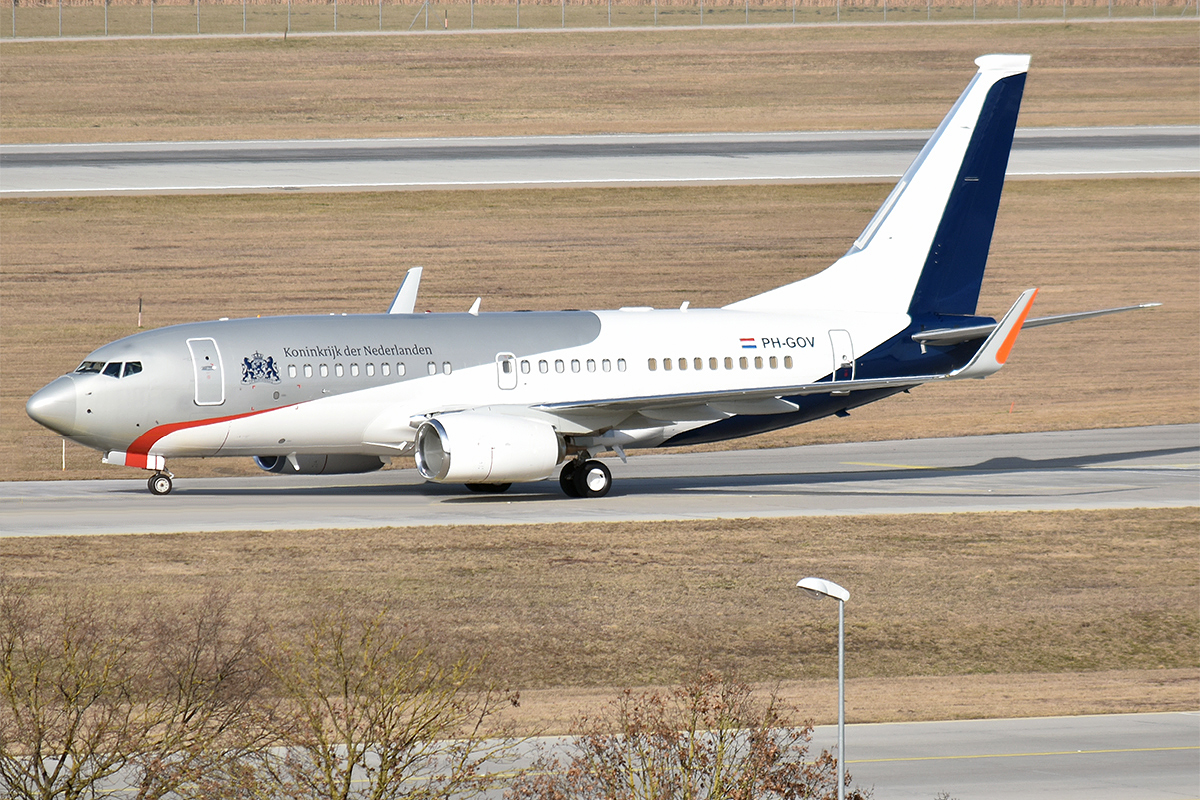
ゼレンスキーの訪問に用いられた、オランダ政府専用機のボーイング737 BBJ（機体記号: PH-GOV）

### フィンランド
5月3日、ゼレンスキーはポーランドのジェシュフ＝ヤションカ空港からオランダ政府専用機に搭乗し、同日昼頃にヘルシンキ・ヴァンター国際空港に到着した
ヘルシンキにおいて、ゼレンスキーはニーニストやスウェーデン首相、ノルウェー首相、デンマーク首相、アイスランド首相と会談した。
同日夜、再びオランダ政府専用機に搭乗し、ヘルシンキからオランダのアムステルダム・スキポール空港に向かった。

### オランダ（国際刑事裁判所）
5月4日、ゼレンスキーはオランダのデン・ハーグにある国際刑事裁判所を訪問して所長と会談し、ロシアの「侵略犯罪」を裁く特別法廷を設置するよう訴えた。
国際刑事裁判所は3月17日にロシア大統領ウラジーミル・プーチンと子どもの権利担当大統領全権代表マリア・リヴォワ＝ベロワへの逮捕状を発行している。
同日夕方、ゼレンスキーはスキポール空港を発ち、ジェシュフ＝ヤションカ空港に向かった。

## 5月13日～15日の訪問

### イタリア

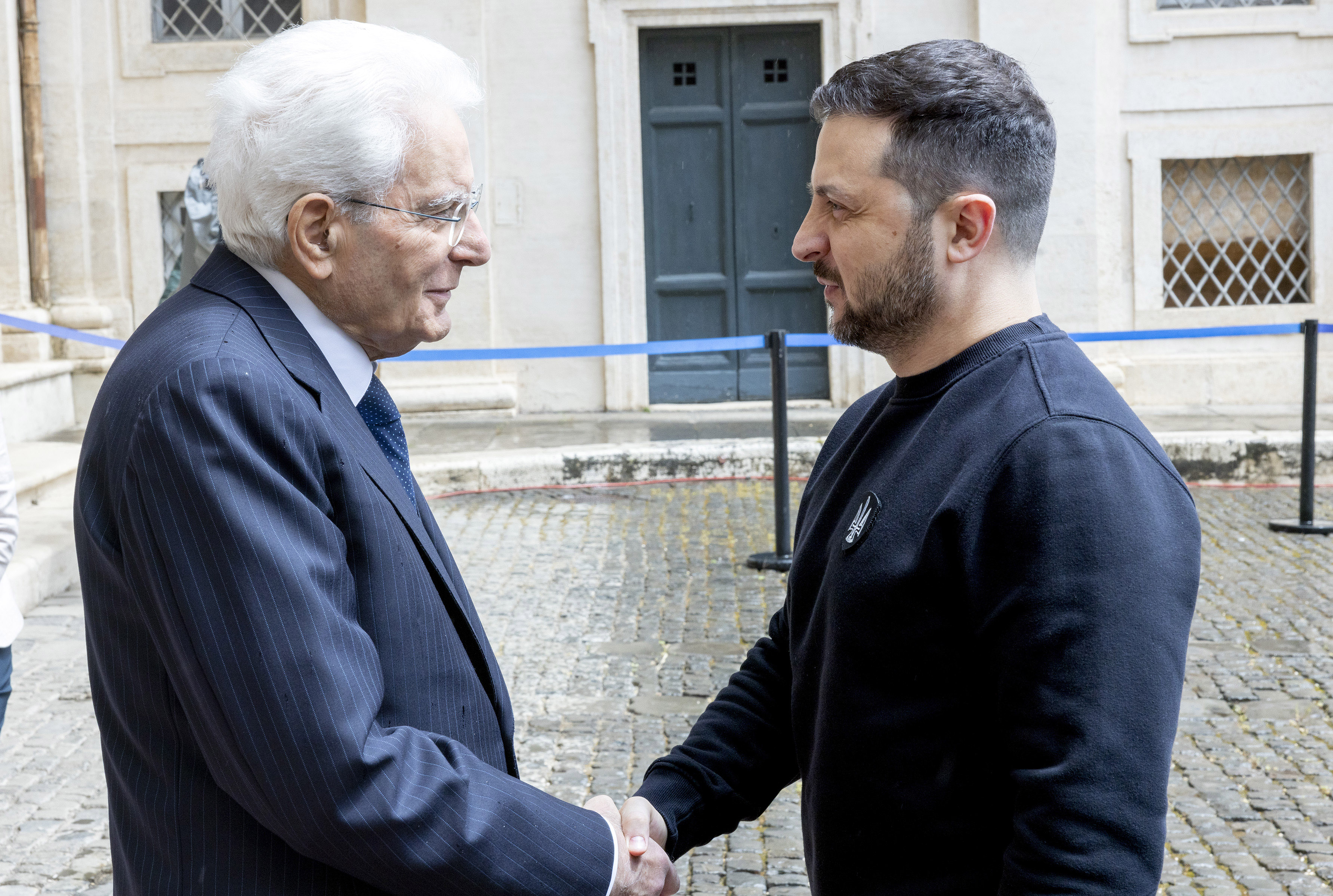
ゼレンスキーとセルジョ・マッタレッラ（2023年5月13日）

ゼレンスキーはジェシュフ＝ヤションカ空港からイタリア空軍の要人輸送機（ACJ319、機体記号:MM62209）に搭乗し、ローマ・チャンピーノ空港に向かった。イタリア国内では、イタリア空軍の戦闘機による護衛を受けていた。

### ドイツ
ゼレンスキーはローマからドイツ政府専用機（ACJ319、機体記号:15+01）に搭乗し、ドイツ空軍の戦闘機による護衛を受けてベルリン・ブランデンブルク国際空港に到着した。

### フランス
ゼレンスキーはドイツからフランス政府専用機（ダッソー ファルコン 7X、機体記号: F-RAFA）でパリ近郊にあるヴィラクブレー空軍基地に向かった。

### イギリス

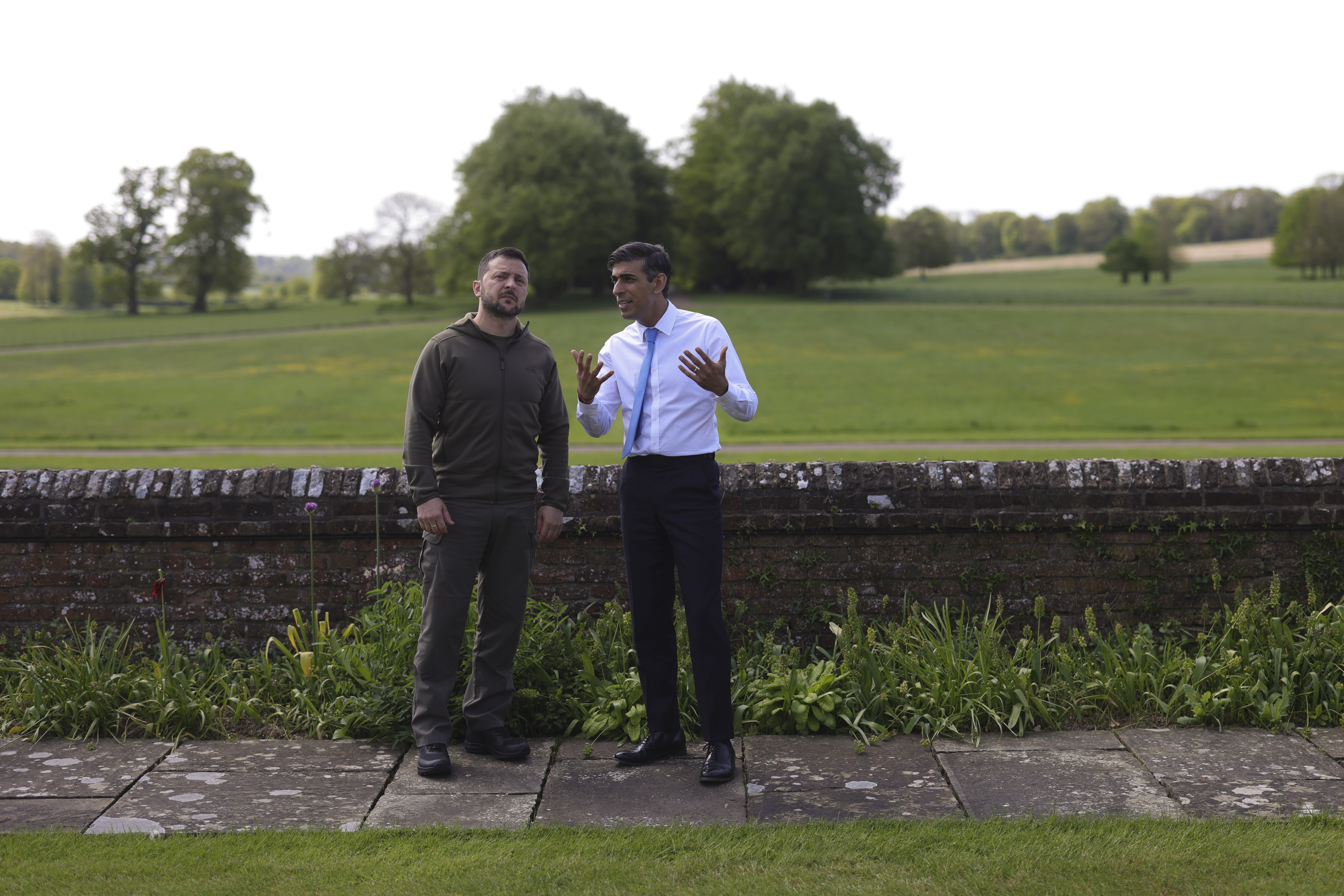
ゼレンスキーとリシ・スナク（2023年5月15日）

ゼレンスキーはイギリス空軍のC-17輸送機でイギリスに到着し、その後CH-47ヘリコプターに乗り換えてイギリス首相の静養先であるチェッカーズに到着した。